# Trachythecium dixonii
Trachythecium dixonii är en bladmossart som beskrevs av Theodor Carl Karl Julius Herzog 1926. Trachythecium dixonii ingår i släktet Trachythecium och familjen Hypnaceae. Inga underarter finns listade i Catalogue of Life.